# Hafez Kasseb
Hafez Kasseb – egipski piłkarz, reprezentant kraju. Podczas kariery piłkarskiej występował na pozycji pomocnika.

## Kariera klubowa
Podczas kariery piłkarskiej występował w klubie Olympia Aleksandria.

## Kariera reprezentacyjna
Hafez Kasseb występował w reprezentacji Egiptu w latach trzydziestych. W 1934 roku uczestniczył w mistrzostwach świata. Na mundialu we Włoszech był rezerwowym i nie wystąpił w żadnym spotkaniu.